# 翁源县
翁源县是中国广东省韶关市下辖的一个县，位于韶关市东南部，因其处于北江支流翁江之源而得名。东与连平县相连，南与新丰县毗邻，西与英德市、曲江区交界，北与始兴县、江西省接壤。
翁源縣是廣東歷史上16個最早建制縣之一，因山水奇秀，物產豐饒，故古有“仙邑”之稱，素有“粵北南大門”之稱。

## 历史
先秦以前
新石器时代，翁源就有人类活动。春秋时期，翁源之地属百越地；战国时期，属楚地。秦时属南海郡。
两汉、三国、两晋、南朝时期
两汉、三国、两晋及南朝宋齐时期，翁源均属浈阳县地。梁承圣三年（554年），析浈阳县地置翁源县，属东衡州始兴郡。南陈初废东衡州，翁源县改属衡州始兴郡。陈天嘉元年（560年），在翁源县地置清远郡，翁源属之。
隋、唐、五代十国时期
隋开皇九年（589年）平陈废郡，翁源隶属广州总管府。唐初，在曲江置番州，县属之。唐高祖武德四年（621年），翁源自广州析隶韶州。五代时期，翁源县属韶州。
宋、元、明、清时期
北宋宣和三年（1121年），析翁源太平乡及曲江县廉平、建福两乡置建福县（治在岑水场附近），与翁源县同属韶州管辖。南宋建炎三年（1129年），废建福县，辖地各归原建制。元至元十五年（1278年），翁源县并入曲江县。大德五年（1301年），翁源复县，改属英德路。至大元年（1308年）英德路降为州，翁源仍属。明洪武元年（1368年）翁源县易名岑水县，不久复名，隶属韶州府。明清时期，翁源县建制未变，均属韶州府管辖。
民国时期
翁源县建置沿袭清制。民国元年（1912年）至民国38年9月，翁源县先后属广东省南韶连绥靖区、南韶连道、岭南道、南韶连行政区、南韶连政务区、北区、西北区绥靖区、第二行政督察区、第三行政督察区管辖。
中华人民共和国时期
1949年9月，翁源解放。翁源县初隶属北江临时人民行政委员会，后先后隶属北江人民行政督察专员公署、北江区行政督察专员公署、北江区专员公署、粤北行政公署、韶关专员公署、韶关专区革命委员会、韶关地区革命委员会、韶关地方行政公署、韶关市。

## 自然地理
位置面积
翁源位于广东省北部，韶关市东南部，北江支流滃江上游。东靠连平，南邻新丰，西接英德、曲江，北依始兴、江西。东经113°18′5″至114°18′5″，北纬24°07′30″至24°37′15″。东西极端长66.5千米，南北宽55千米，总面积2175平方千米。 
地形
县内属半山区丘陵地带，群山环抱，连绵起伏，山脉多为自东北—西南走向，地势自东北向西南倾斜。境内千米以上山峰有13座。最高峰为北部的七星墩，海拔1300米；次为南部青云山，海拔1246米；最低点是官渡，海拔100米。中部多为中低山脉及零散土丘。山地面积约占全县总面积的80%。山脉之间多为中小型盆地及河流冲积的阶地，盆地方圆几十公里或几公里不等。中上石炭系壶天群灰岩广泛分布于全县各地，确由溶蚀作用下形成的喀斯特溶洞很多，全县已发现较大溶洞107个。地貌表现千姿百态，地形较为复杂

## 行政区划
翁源县下辖8个镇156个村委，18个居委：
龙仙镇、坝仔镇、江尾镇、官渡镇、周陂镇、翁城镇、新江镇和铁龙镇。

## 人口
根據第七次全国人口普查數據，截至2020年11月1日零時，翁源縣常住人口為322482人。

## 交通
京港澳高速、 汕昆高速、 武深高速、 韶惠高速、 106国道、 220国道、 358国道、 244省道、 245省道、 341省道几大干线纵横贯通境内， 广韶高速公路越境而过，设有翁城出入口，境内城乡交通四通八达。

## 物产
翁源物华天宝，是“岭南夏令果王”三华李的故乡、千年古县、全国最大国兰生产基地，是“中国三华李之乡”“中国九仙桃之乡”“中国兰花之乡”。农业种植以粮食、甘蔗、蚕桑、花生、蔬菜、水果、黄豆、番薯等作物为主，其中以粮食、糖蔗、蚕桑、蔬菜、水果、兰花为支柱产业。
- 土特产：三華李（国家地理标志产品）、九仙桃、沙田柚、蔬菜、蚕茧、兰花、马牯塘莲、竹篙薯、果蔗
- 藥材：溪黄草
- 矿产：煤、铁、铝、锌、钨、锰、硅、石灰石、翡绿岩、大理石
- 五金：缫丝、水泥

## 语言
- 客家话

## 旅游资源
- 东华山风景区、書堂石遺址、八卦围、湖心坝客家群楼、兰花长廊、三华李观光园、九曲水生态旅游度假村、仙湖度假村（跃进水库）